# Jan Massys

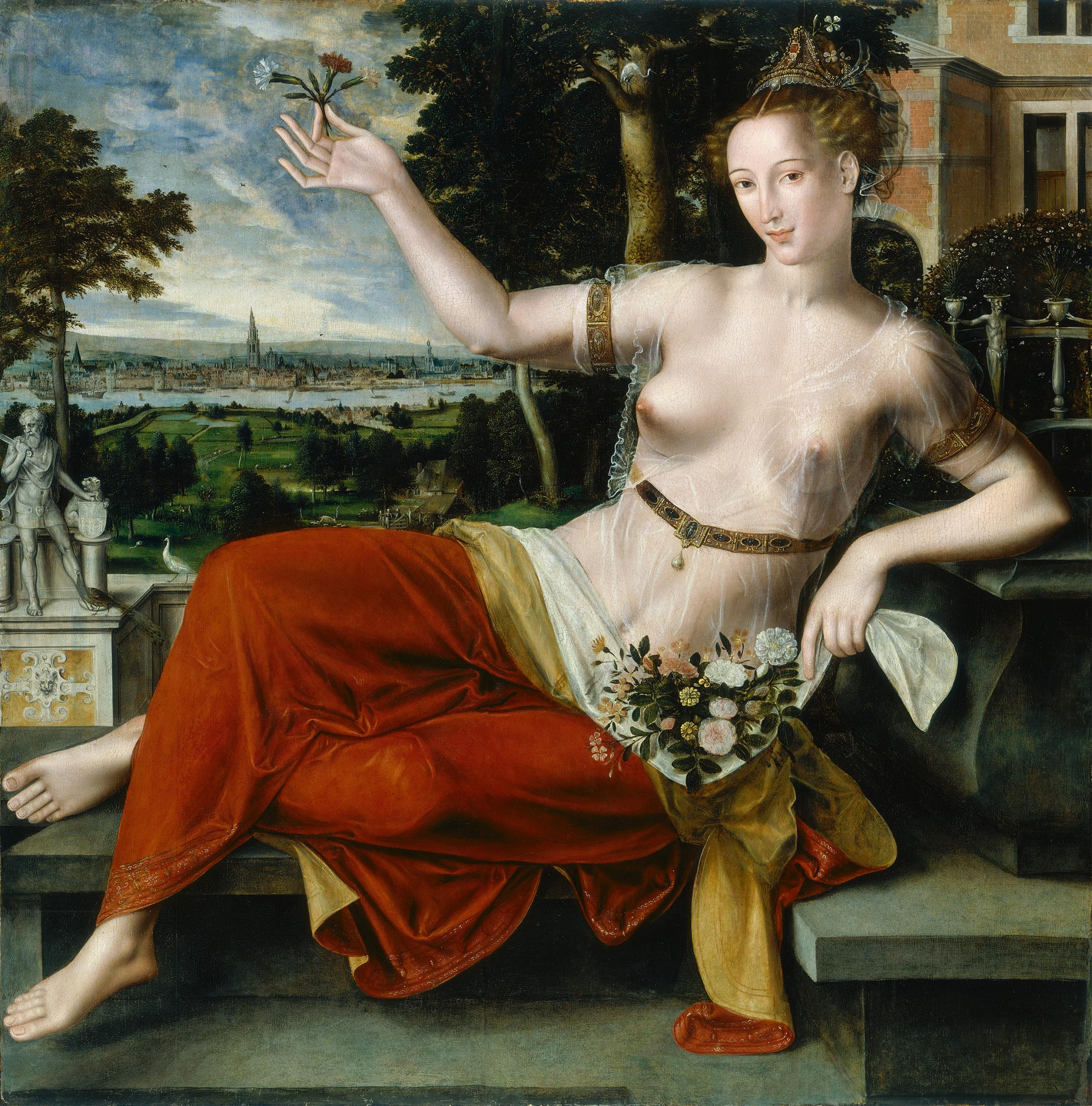
„Flora“, 1559, Hamburger Kunsthalle

Jan Massys (auch Matsys oder Metsys; * um 1509 in Antwerpen; † 8. Oktober 1575 in Antwerpen) war ein bedeutender flämischer Maler des Manierismus, Sohn von Quentin Massys d. Ä. und wahrscheinlich von ihm ausgebildet. Nach dem Tod seines Vaters 1530 führte er dessen Studio weiter und wurde 1532 als Meister in der Lukasgilde aufgenommen, wann ist unbekannt. Stilvergleiche deuten darauf hin, dass er in Fontainebleau malte. 1536 war er in Antwerpen zurück und nahm Frans van Tuylt als Schüler auf. 1543 wurde Frans de Witte sein neuer Schüler. Als heimlicher Reformierter ausgewiesen musste er 1544 wegen Häresie ins Exil.
Von der Inquisition aus der Heimat vertrieben, ging er wahrscheinlich nach Frankreich und gelangte 1550 nach Genua an den Hof des Admirals des Kaisers und Herrschers von Genua, Andrea Doria und wurde für sechs Jahre dessen Hofmaler. Sein wohl bekanntestes Werk ist Loth und seine Töchter, ca. 1565 (Cognac, Frankreich, Musée Municipal). 1558 kehrte er nach Antwerpen zurück und blieb dort bis zu seinem Tode 1575.

## Familie
1538 heiratete er Anna van Tuylt und hatte mit ihr fünf Kinder, vier Mädchen und einen Sohn. Sein Sohn Quentin wurde als Quentin Massys der Jüngere ebenfalls ein bekannter Maler.